# Fabryka Wagon
Fabryka Wagon – przedsiębiorstwo założone w roku 1920 w Ostrowie Wielkopolskim, specjalizujące się w montażu wagonów kolejowych i naprawie taboru kolejowego. W ciągu swego istnienia przechodziło liczne przekształcenia organizacyjne, a od roku 2022 funkcjonuje pod nazwą „Polski Tabor Szynowy - Wagon Sp. z o.o.”.

## Historia
Po I wojnie światowej Ostrów Wielkopolski znalazł się w granicach Polski w jednym obszarze gospodarczym z konkurencyjnymi ośrodkami takimi jak Kalisz. Dlatego też władze miasta zaczęły zabiegać o zlokalizowanie w Ostrowie inwestycji przemysłowych. Staraniem między innymi burmistrza Stefana Rowińskiego krakowska Spółka Akcyjna L. Zieleniewski postanowiła wybudować swoją fabrykę w Ostrowie.
Chronologia historii firmy przedstawiała się następująco:
- 1920 – położenie kamienia węgielnego pod budowę Fabryki Wagonów L. Zieleniewski jako części koncernu Polskie Fabryki Maszyn i Wagonów L. Zieleniewski S.A. i jednocześnie powołanie spółki akcyjnej "Wagon",
- 1921 – zakończenie budowy pierwszej hali, montaż pierwszego wagonu
- 1922 – zakończenie budowy drugiej hali, rozpoczęcie naprawy wagonów
- lata 20' – budowa elektrowni, parowozowni, tartaku, budynków zarządu
- 1926, 30 listopada – decyzja o sprzedaży przedsiębiorstwa państwu
- 1927 – wykupienie przez państwo, utworzenie Warsztatów Wagonowych w Ostrowie Wielkopolskim
- 1929 – przekształcenie w przedsiębiorstwo budżetowe Warsztaty Kolejowe II Klasy, przyłączenie Warsztatów Kolejowych w Skalmierzycach
- 1939 – przejęcie przez Niemców
- 1945 – nacjonalizacja
- 1950 – utworzenie Warsztatów Mechanicznych Kolei Państwowych nr 11
- 1952 – włączenie w struktury PKP, utworzenie Zakładów Naprawczych Taboru Kolejowego "Ostrów"
- 1961 – ZNTK "Ostrów" otrzymały uprawnienia przedsiębiorstwa patronackiego w stosunku do pozostałych ZNTK branży wagonowej, utworzenie Centralnego Biura Konstrukcyjnego
- lata '60 i '70 – budowa elektrociepłowni, kuźni metali
- 1970 – nadanie imienia Powstańców Wielkopolskich i funkcjonowanie pod nazwą Zakłady Naprawcze Taboru Kolejowego Ostrów im. Powstańców Wielkopolskich
- 1995 – przystąpienie do powszechnego programu prywatyzacji
- 1996 – uwłaszczenie pracowników – stają się właścicielami 15% akcji zakładu
- 1999 – nadanie nazwy "Fabryka Wagon"
- 2004 – upadłość zakładu
- 2004 – sprzedaż przedsiębiorstwu "Antra", przeniesienie kuźni do spółki Forge & Parts Sp. z o.o., a następnie likwidacja kuźni i elektrociepłowni i sprzedaż spółki Forge & Parts
- 2005 - zmiana nazwy Fabryki na "Europejskie Konsorcjum Kolejowe WAGON"
- 2006 - w miejscu zlikwidowanej kuźni Fabryki Wagon (b. spółki Forge & Parts) powstała nowa firma Kuźnia Ostrów Wielkopolski Sp. z o.o. specjalizująca się w wyrobie artykułów metalowych, części i przyrządów dla przemysłu kolejowego, stoczniowego, maszynowego; świadcząc jednocześnie usługi tokarskie, spawalnicze i montując konstrukcje stalowe[2]
- 2010 - nabycie 100% udziałów spółki przez nowego właściciela Andrzeja Świerczka,
- 2020 - ogłoszenie upadłości likwidacyjnej Europejskiego Konsorcjum Kolejowego Wagon Sp. z o.o.
- 2022 - wykupienie zorganizowanej części przedsiębiorstwa przez Agencję Rozwoju Przemysłu, oraz rozpoczęcie funkcjonowania zakładu pod nazwą Polski Tabor Szynowy - Wagon Sp. z o.o.[3]

W 2004 ogłoszono kontrolowaną upadłość. Pojawiły się komplikacje związane z postawą właścicieli fabryki. W sporze mediował m.in. ówczesny wicepremier Jerzy Hausner. Mimo to zakład funkcjonował dalej i powoli odbudowywał swoją pozycję na rynku, m.in. dzięki stałym zamówieniom spółki PKP Cargo. W 2005 został sprzedany przedsiębiorstwu "Antra" z Rudy Śląskiej i zmienił nazwę na Europejskie Konsorcjum Kolejowe "Wagon". W przypadku spółki "Forge & Parts" nie przeprowadzono postępowania upadłościowego, po likwidacji została sprzedana przedsiębiorstwu "Pantra" ze Stalowej Woli. Przekształcenia i trudności rynkowe dotknęły również nowego właściciela, gdyż spółka "Pantra Centrostal" zajmująca się sprzedażą hurtową metali została postawiona w stan upadłości, a to samo spotkało zakład wyrobu artykułów metalowych "Pantra sp. j.". Na miejscu w Ostrowie mimo to udało się nadal prowadzić wyrób części, na bazie dawnej "Fabryki WAGON", ale już w ramach nowej spółki "Kuźnia Ostrów Wielkopolski".
W części budynków fabrycznych dawnej "Fabryki Wagon" znalazły swoją siedzibę: Ośrodek Badań Psychologiczno-Psychiatrycznych, Wyższa Szkoła Przedsiębiorczości i Zarządzania w Łodzi - wydział zamiejscowy w Ostrowie Wielkopolskim, Liceum Polsko-Kanadyjskie im. Aleksandra Grahama Bella oraz Gimnazjum Polsko-Kanadyjskie, a funkcjonujący przy Fabryce Ośrodek Lecznictwa Kolejowego przekształcono w niezależny od kolei Ośrodek Leczenia Kompleksowego POZ. W 2007 roku część dawnych gruntów fabryki weszło w skład podstrefy Kamiennogórskiej SSE.
| Okres    | Zatrudnienie |
| -------- | ------------ |
| lata 20. | ~1000-1500   |
| lata 70. | do 8500      |
| rok 1997 | ~2500        |
| rok 2005 | ~1300        |

## Zespół architektoniczny b. Fabryki Wagonów L. Zieleniewski
- Dawne hale fabryczne, później budynki administracyjne. Zaprojektowane przez Bronisława Giedaczyńskiego, wybudowane w latach 1920-1921, ulokowane wzdłuż ulicy Wrocławskiej. Bogato rozczłonkowana, trzykondygnacyjna bryła budynku, ze skrzydłami, ryzalitami, lizenami. Nakryta dachami dwu- i czterospadowymi, z naczółkami, niektóre zamknięte półszczytami, z wystawkami i oknami powiekowymi. Bogate w drewno. Zawiera odwołania do modernizmu, tzw. stylu dworkowego oraz stylu zakopiańskiego, o czym świadczą m.in. drewniane zamknięcia półszczytów.
- Dawne budynki administracyjne, później domy mieszkalne. Wybudowane do 1924 pod kierunkiem Bronisława Giedaczyńskiego. Bryła prostsza niż w przypadku budynków fabrycznych, ale z większą liczbą elementów drewnianych. Dachy dwuspadowe, uskokowe ryzality.
- Dawne domki pracownicze. Położone przy ulicach Wrocławskiej i Gorzyckiej. W większości przebudowane.

Na terenie fabrycznym ulokowano ponadto dwa pomniki:
- popiersie hutnika, przed Kuźnią Wagon
- ściana pamięci – pomnik Powstańców Wielkopolskich